# Hauts d'Auxerre
Les Hauts d'Auxerre constituent un ensemble urbain de logements populaires (HLM), en partie de type grand ensemble, qui est situé au nord et à l'ouest de la ville sur les hauteurs d'Auxerre. 
Cet ensemble comprend les quartiers de Sainte-Geneviève, Saint-Siméon, Les Rosoirs et Les Brichères pour une population de plus de 6 000 habitants (populations communales de 2013 en quartier prioritaire de la politique de la ville), et cumulant une superficie totale de 4995 hectares. L'ensemble des Hauts d'Auxerre est soumis à la réhabilitation urbaine au même titre que la Rive Droite, grâce à des multiples interventions. La première intervention se concrétise par la destruction des trois tours des Brichères.

## Saint-Siméon (Auxerre)
Pour les articles homonymes, voir Saint-Siméon.
Saint-Siméon est un quartier de 3 459 habitants dans 1 271 logements situé sur les hauteurs d'Auxerre à l'ouest de la ville. Saint-Siméon est une ZAC des années 1970 où l'habitat collectif est favorisé par une soixantaine de tours d'environ 5 à 6 étages.
- Année de construction : 1976
- Dernière réhabilitation : 2008
- Type de résidence : collective
- Chauffage : gaz collectif
- Ascenseurs : oui
- Garages : 91
- Parkings : oui

Le quartier est desservi par un centre commercial et ses petits commerces de proximité. Le centre hospitalier est situé juste en face.

## Les Rosoirs
Quartier populaire résidentiel, sa population s'élève à 3 912 habitants (1999).

## Les Brichères
Quartier le plus occidental de la ville sur les Hauts d'Auxerre, les Brichères est composé de barres appelé couramment les 140. Il fait l'objet d'un projet de renouvellement urbain signé avec l'Agence nationale pour la rénovation urbaine (ANRU).
C'est la première phase de réhabilitation urbaine de la ville en attendant les autres quartiers de la ville tels que Sainte-Geneviève, Saint-Siméon ou Rive Droite. La destruction des trois tours et la construction d'un nouveau type d'urbanisation devrait tendre à favoriser la mixité sociale du quartier et son désenclavement. La population du quartier était de 1 889 habitants en 1999.
Les trois tours des Brichères ont été démolies, le samedi 30 juin 2007 sous la technique du vérinage.

## Sainte-Geneviève (Auxerre)
Pour les articles homonymes, voir Sainte-Geneviève.
Sainte-Geneviève est la représentation de l'urbanisme des années 1960. Créé par arrêté ministériel du 19 octobre 1960, le quartier ZUP Sainte-Geneviève est composé d'ensembles de tours et de barres. L'inauguration de la nouvelle mosquée (mosquée Khadija d'Auxerre) en 2007 permet aux musulmans de la ville et des environs d'avoir à leur disposition un nouveau lieu de culte et un nouveau centre culturel de toute beauté à l'architecture singulière.
1 000 logements gérés au sein d'une agence située au cœur de la cité pour un service de proximité.
Il bénéficie d'un projet de renouvellement urbain dans le cadre du dispositif ANRU 10 bâtiments ont fait l'objet d'une démolition à partir de fin 2009/début 2010. L'immeuble porche a complètement disparu pour laisser passer la lumière et dégager la vue. Les appartements devenus vétustes ont été condamnés, et plusieurs barres ainsi que les deux plus hautes tours d'Auxerre ont été détruites. Leurs occupants ont tous été relogés dans un logement de leur choix, mais plus particulièrement dans le quartier autrefois réputé et paisible des Piedalloues.